# The Ultimate Collection (album de Whitney Houston)
Pour les articles homonymes, voir The Ultimate Collection.
Albums de Whitney Houston
One Wish: The Holiday Album
(2003) I Look to You
(2009)
The Ultimate Collection est une compilation de la chanteuse américaine Whitney Houston. L'album a été édité le 29 octobre 2007.
La compilation porte le nom de Whitney Houston – The Best So Far au Brésil et de All Time Best - Reclam Musik Edition en Allemagne et en Suisse.

## Pistes
1. I Will Always Love You (4:23)
2. Saving All My Love for You (3:47)
3. The Greatest Love of All (4:51)
4. One Moment in Time (4:45)
5. I Wanna Dance with Somebody (Who Loves Me) (4:51)
6. How Will I Know (4:33)
7. So Emotional (4:32)
8. When You Believe (4:36)
9. Where Do Broken Hearts Go (4:37)
10. I'm Your Baby Tonight (4:14)
11. Didn't We Almost Have It All (4:37)
12. Run to You (4:25)
13. Exhale (Shoop Shoop) (3:23)
14. If I Told You That (4:06)
15. I Have Nothing (4:50)
16. I'm Every Woman (4:46)
17. It's Not Right but It's Okay (4:41)
18. My Love Is Your Love (3:55)